# Sarcophaga cuthbertsoni
Sarcophaga cuthbertsoni är en tvåvingeart som beskrevs av Zumpt 1972. Sarcophaga cuthbertsoni ingår i släktet Sarcophaga och familjen köttflugor.
Artens utbredningsområde är Zimbabwe. Inga underarter finns listade i Catalogue of Life.